# Rödstjärtad myjob
Rödstjärtad myjob (Terenotriccus erythrurus) är en fågel bland tättingarna i familjen krontyranner.

## Utbredning och systematik
Rödstjärtad myjob placeras som enda art i släktet Terenotriccus. Den delas in i åtta underarter:
- T. e. fulvigularis – förekommer från tropiska sydöstra Mexiko till Colombia, västra Ecuador och Venezuela
- T. e. signatus – förekommer från östra Colombia till nordöstra Peru (norr om Río Marañón)
- T. e. venezuelensis – förekommer från östligaste Colombia till södra Venezuela och nordvästra Brasilien
- T. e. brunneifrons – förekommer från östra Peru (söder om Rio Marañón) till norra Bolivia och sydvästra Brasilien
- T. e. erythrurus – förekommer från södra Venezuela (Bolivar) till Guyana och nordöstra Brasilien
- T. e. purusianus – förekommer i den del av Amazonområdet som ligger i Brasilien (mitten av Rio Purus)
- T. e. amazonus – förekommer i Amazonområdet (Brasilien) (från Rio Purus till Rio Tapajós)
- T. e. hellmayri – förekommer i nordöstra Brasilien (från nedre delen av Rio Tocantins österut till Maranhão)

### Familjetillhörighet
Arten behandlades tidigare som en medlem av familjen tyranner (Tyrannidae), under namnet rödstjärtstyrann. DNA-studier visade initialt att de liksom de tidigare tyrannerna i Onychorhynchus och Myiobius snarare stod närmare tityrorna (Tityridae), varvid flera taxonomiska auktoriteter flyttade dem dit, tillsammans med enigmatiska vassnäbben. Resultat från senare genetiska studier visar dock att de snarare utgör en avlägsen systergrupp till tyrannerna. Författarna till denna studie rekommenderade att de istället bör placeras i en egen familj, Onychorhynchidae. 2025 tilldelades familjen namnet krontyranner av Birdlife Sveriges taxonomikommitté.

## Status och hot
Arten har ett stort utbredningsområde, men tros minska i antal, dock inte tillräckligt kraftigt för att den ska betraktas som hotad. Internationella naturvårdsunionen IUCN listar arten som livskraftig (LC). Beståndet uppskattas till i storleksordningen en halv miljon till fem miljoner vuxna individer.

## Namn
Myjob är en försvenskning av det vetenskapliga släktesnamnet Myiobius som rödstjärtad myjob är närmast släkt med. Myiobius betyder "lever med/bland/av flugor".